# FM Records
FM Records — лейбл распространяемый Vee-Jay Records начиная с 1963 года.
Лейблы FM Records и Revolver Records принадлежали одному владельцу, которые были объединены в FM Revolver в 1980-х годах. Лейбл FM был представлен как FM Records, FM Coast to Coast, FM Dance и FM Revolver.
Новый лейбл распространялся BMG Ariola Munich в Германии и BMG  в Великобритании до 1991, с 1991 по 2000 — Sony music Entertainment, а с 2000 до сегодняшних дней Universal Music Group. В области рок-музыки, лейбл FM Label известен записями таких известных артистов как Magnum (выпуск в 1985-м альбома "On a storytellers night"). В области поп-музыки лейбл сотрудничал с такими звёздами как София Ротару, многие из её альбомов были записаны на этой студии в Германии. Лэбл также выпустил несколько альбомов back catalogue для Jet label под лицензией и альбом компиляцию "Mirrador", а также подарочный набор "Foundation".
Среди других известных артистов сотрудничавших с лейблом ФМ; Marino, Lisa Dominique, Tradia, Asia, Steve Gaines, Tobruk, UFO, Babe Ruth, King Kobra, Cloven Hoof, Adam Bomb, James Young, Rough trade, Wrathchild, White Sister, The Macc Lads, Dark Star, Multi-story, Torino, Pet Hate. Джазовые выпуски лейбла включают в себя: Alvin Davis, а также Sister Sledge, Cecilia Ray and Val Grant с FM Dance imprint.
Владельцем лейбла FM Records сегодня является лейбл Revolver.